# Луговой (Курская область)
Луговой — посёлок в Дмитриевском районе Курской области. Входит в состав Старогородского сельсовета.
Население — 7 человек (2010 год).

## География
Расположен по берегам р. Харасея, напротив села Камариче-Кузнецовка, возле села Шагаро-Петровское, примерно в 20 км к востоку от села Доброводье Севского района и около 10 км от границы с Брянской областью.

## История
Посёлок вошёл в состав муниципального образования согласно Закону Курской области от 21 октября 2004 года № 48-ЗКО «О муниципальных образованиях Курской области».

## Население
| 2002 | 2010 |
| ---- | ---- |
| 8    | ↘7   |

## Инфраструктура
Личное подсобное хозяйство.

## Транспорт
Просёлочные дороги.